# Archidiaptomus aroorus
Archidiaptomus aroorus is een eenoogkreeftjessoort uit de familie van de Pseudodiaptomidae. De wetenschappelijke naam van de soort is voor het eerst geldig gepubliceerd in 1978 door Madhupratap & Haridas.